# Gustav von Boetticher
Gustav Ernst von Boetticher (* 19. Februarjul. / 2. März 1782greg. in Tuckum; † 20. Dezember 1847jul. / 1. Januar 1848greg. in Sankt Petersburg) war ein russischer Generalleutnant deutschbaltischer Abstammung und Ritter des Ordens Pour le Mérite.

## Frühen Jahre und militärische Karriere
Er war der fünfte Sohn des Instanzsekretärs Johann Christoph von Boetticher (1734–1807) und seiner Frau Catharina Elisabeth, geborene Hannisch (1747–1821). Boetticher studierte 1801 bis 1804 an der Universität Jena Rechtswissenschaft und war dort Mitbegründer des Corps Curonia. Von 1804 bis 1807 arbeitete er als Praktikant (Auskulant) beim Reichsjustizkollegium in Sankt Petersburg. Nachdem Napoleon 1806 erst Jena und später auch Berlin eingenommen hatte, kam es 1807 zum Bartensteiner Vertrag, in dem sich Preußen und Russland zum gemeinsamen Kampf gegen Frankreich verpflichteten. Gustav meldete sich daraufhin als Fahnenjunker zum Ingenieurkorps. Er folgte damit seinen älteren Brüdern Karl Christoph (1772–184?) und Moritz Ernst (1777–1848), die bereits als Offiziere im Zweiten Koalitionskrieg gegen Napoleon gekämpft hatten. Als Leutnant nahm er zunächst 1808/09 mit dem 1. Pionier-Regiment an den Kämpfen im russisch-schwedischen Krieg um Finnland teil. Nach der Belagerung der Inselfestung Svartholm, der Eroberung von Helsinki am 2. März 1808 und der Festung Sveaborg am 2. Mai 1808 wurde er für besondere Tapferkeit mit dem St. Annenorden IV. Klasse ausgezeichnet. 1810 wurde Boetticher Adjutant des Generals der Kavallerie Herzog Alexander von Württemberg, dem Onkel des russischen Zaren Alexander I. 1812 als Stabskapitän zum Taurischen Grenadier-Regiment versetzt, blieb er aber dennoch in der Vertrauensstellung beim Herzog. Mit ihm zog er gegen Napoleon bei dessen Russlandfeldzug 1812. Bei der Schlacht um Witebsk vom 25. bis 27. Juli 1812 verwendete ihn der Kommandierende General Ostermann-Tolstoi als persönlichen Meldegänger und während der Schlacht von Smolensk vom 17. bis 18. August versah er ähnlich gefährliche Dienste für den Oberbefehlshaber der russischen Armee Barclay de Tolly. Nach seinen Leistungen in den Schlachten von Wjasma am 29. August und bei Borodino am 7. September erhielt Boetticher den Orden des Heiligen Wladimir IV. Klasse. Erfolgreich in der Schlacht bei Tarutino am 18. Oktober, erlitt Boetticher am 20. Oktober bei Plozk eine schwere Quetschung der linken Brustseite. Trotzdem kämpfte er unter dem Kosakengeneral Graf Platow, dem er zugeteilt worden war, in der Schlacht bei Malojaroslawez am 24. Oktober. Zwei Tage später fiel Boetticher mit 6000 Kosaken dem Feind in den Rücken, zersprengte die feindliche Kavallerie und erbeutete 17 Geschütze, woraufhin er zum Kapitän befördert wurde. Erst bei der Verfolgung des Feindes nach Wilna brach er zusammen und musste mehrere Monate ins Lazarett.

## Belagerung von Danzig und Auszeichnung mit dem Orden Pour le Mérite
Im Januar 1813 kehrte Boetticher zum Taurischen Grenadier-Regiment zurück und zog mit diesem im April nach Danzig, wo sich die französischen Truppen festgesetzt hatten und nahm an dessen Belagerung teil. Dort traf er auf seinen älteren Bruder Moritz, der ihn als Major schon 1812 in seiner Stellung als Adjutant beim Herzog von Württemberg nachgefolgt war, in denselben Schlachten gegen Napoleon gekämpft hatte und nun bereits seit Januar 1813 mit dem Belagerungsheer vor Danzig lag. Beim Ausfall der Franzosen am 9. Juni 1813 waren beide Brüder den gesamten Tag in die blutigen Kämpfe verwickelt, die auf französischer Seite 210 Tote und 427 Verwundete zur Folge hatte. Eine genaue Beschreibung dieses Tages findet sich im Tagebuch über die Belagerung der Stadt Danzig im Jahre 1813. Der Ausfall konnte unter großen Verlusten zurückgeworfen werden und die Brüder Moritz und Gustav von Boetticher erhielten für ihre besonderen Leistungen den russischen Goldenen Säbel für Tapferkeit und den preußischen Orden Pour le Mérite mit einem handschriftlichen Dankesbrief des preußischen Königs Friedrich Wilhelm III. - Moritz am 17. Juni 1813 und Gustav am 13. September 1813.
Nach der Kapitulation Danzigs am 17. November 1813 wurde Gustav mit der Siegesnachricht zu Zar Alexander I. nach Basel gesendet, nachdem er zuvor schon den St. Annenorden II. Klasse mit Brillanten erhalten hatte. Sein Bruder Moritz reiste in gleicher Mission zur Mutter des Zaren Maria Fjodorowna nach Sankt Petersburg.
Gustav wurde daraufhin vom Zaren zum Oberst befördert.

## Weitere Kriegseinsätze und Abschied
1817 wurde Gustav Kommandeur des 14. Jägercorps und 1822 zum Generalmajor und Kommandeur der 2. Brigade der 3. Infanteriedivision befördert. 1826 wechselte er zunächst als Kommandeur zur 3. Brigade der 7. Infanteriedivision, um dann 1828 als Kommandeur der 2. Brigade der 18. Infanteriedivision im Korps des Herzogs Eugen von Württemberg in den russisch-türkischen Krieg zu ziehen. Boetticher leitete verschiedene Operationen bei der Belagerung der ostbulgarischen Festungen Warna und Schumla, die eine 40.000 Mann starke türkische Garnison beherbergte. Hier fungierte er als „Mentor und Schutzriegel gegen jugentliche Uebereilungen“ der jungen Herzöge Alexander (1804–1881) und Ernst Konstantin von Württemberg (1807–1868), den Cousins des russischen Zaren. Herzog Eugen gedenkt in seinen Memoiren Boetticher mehrmals, insbesondere seines heldenhaften Eintretens zum Schutz der jungen Herzöge vor Schumla.
Durch Mangel und Krankheit war die russische Armee aber schließlich gezwungen, sich wieder zur Belagerungsarmee bei Silistra zurückziehen, jedoch konnte Warna am 10. Oktober 1828 eingenommen werden. Boetticher wurde für seine Verdienste mit dem Orden des Heiligen Wladimir III. Klasse und das Georgskreuz ausgezeichnet. Im Februar 1831 wurde er zum Inspekteur der Ingenieurschule für Wegekommunikation in Sankt Petersburg ernannt, erhielt den Sankt-Stanislaus-Orden I. Klasse und schied schließlich als 1839 als Generalleutnant aus dem Dienst. 1840 erhielt er den Titel eines russischen Geheimrats.
Er starb am 1. Januar 1848 und wurde auf dem Wolkowo-Friedhof in Sankt Petersburg beerdigt.

## Familie und Freunde
Seit 1821 war er mit Johanna „Jenny“ von Rosenschild-Paulyn (1801–1880) verheiratet. Ihre Tochter Elisabeth (1822–1905) heiratete den Ingenieurgeneral und Chef des russischen Bergkorps Alexander Peretz und Tochter Leontine (1823–1893) den russischen Divisionskommandeur und Generalleutnant Woldemar von Nabell. Sohn Adolf (1827–1849) starb als Stabskapitän des Moskauer Garderegiments nur 22-jährig auf dem Marsch zur Niederschlagung der Ungarischen Revolution an einer Epidemie.
Gustav von Boetticher hatte nach 1831 in Sankt Petersburg die Bekanntschaft des russischen Nationaldichters Alexander Puschkin gemacht, der ebenfalls an den Türkenkriegen teilgenommen hatte. Dieser war häufiger Gast im Hause Boettichers und spielte mit dessen Töchtern Karten.